# Coelotes osellai
Coelotes osellai är en spindelart som beskrevs av de Blauwe 1973. Coelotes osellai ingår i släktet Coelotes och familjen mörkerspindlar.
Artens utbredningsområde är Italien. Inga underarter finns listade i Catalogue of Life.